# Quick Change (film, 2013)
Pour plus de détails, voir Fiche technique et Distribution.
Quick Change est un film dramatique philippin écrit, et réalisé par Eduardo W. Roy Jr sorti en 2014.

## Fiche technique
- Titre original : Quick Change
- Titre français :
- Réalisation : Eduardo W. Roy Jr
- Scénario : Eduardo W. Roy Jr
- Direction artistique : Harley Alcasid
- Décors :
- Costumes :
- Montage : Fiona Marie Borres
- Musique : Teresa Barrozo
- Photographie : Dan Villegas
- Son : Michael Idioma
- Production : Ferdinand Lapuz
- Sociétés de production : Cinemalaya Foundation et Found Films
- Sociétés de distribution :
- Pays d’origine :  Philippines
- Budget :
- Langue : philippin, tagalog
- Durée : 82 minutes
- Format :
- Genre : Film dramatique
- Dates de sortie : 
  -  Philippines : 27 juillet 2013 (Cinemalaya Philippine Independent Film Festival)

## Distribution
- Mimi Juareza
- Jun-Jun Quitana
- Miggs Cuaderno
- Francine Garcia
- Natashia Yumi
- Filipe Martinez
- Rolando Inocencio
- Sashi Giggle

## Distinctions

### Nominations et sélections
- Berlinale 2014 : sélection « Panorama »